# 石脚桶遗址
石脚桶遗址，位于中国广东省汕尾市汕尾市城区马宫镇石脚桶，为汕尾市的一个市、县级文物保护单位，类型为古遗址，公布时间为2004年12月31日。
石脚桶遗址的历史年代为青铜器时代早期。